# Levaši
Levaši (in russo Леваши?; in lingua dargwa: Лаваша) è un villaggio della Russia situato nel Daghestan. Appartiene al rajon Levašinskij di cui è il centro amministrativo.
Il villaggio si trova sulla riva sinistra del fiume Chalagork, 85 km a sud-sud-ovest della città di Machačkala.